# Sonora (Bundesstaat)
Sonora [soˈnoɾa], offiziell Freier und Souveräner Staat Sonora (spanisch Estado Libre y Soberano de Sonora), ist ein Bundesstaat im Nordwesten Mexikos. Sonora ist in 72 Kommunen eingeteilt. Er hat 2,66 Millionen Einwohner auf gut 182.052 km². Die Hauptstadt war zunächst Arizpe und ist heute Hermosillo. Wichtigster Hafen ist Guaymas.

## Geographie
Der Staat östlich des Golfs von Kalifornien hat Anteil an der Sonora-Wüste, der trockensten Wüste des nordamerikanischen Kontinents, die auch in die benachbarten US-Bundesstaaten Arizona und New Mexico übergreift. Die Mündung des Colorado trennt ihn von der Halbinsel Niederkalifornien.
Mit einem Wert von 0,797 erreicht Sonora 2015 den 3. Platz unter den 31 Bundesstaaten Mexikos im Index der menschlichen Entwicklung.

## Bevölkerungsentwicklung
| Jahr | Einwohnerzahl |
| ---- | ------------- |
| 1950 | 510.607       |
| 1960 | 783.378       |
| 1970 | 1.098.720     |
| 1980 | 1.513.731     |
| 1990 | 1.823.606     |
| 1995 | 2.085.536     |
| 2000 | 2.216.969     |
| 2005 | 2.394.861     |
| 2010 | 2.662.480     |
| 2015 | 2.850.330     |
| 2020 | 2.944.840     |

## Geschichte
Die unter spanischer Kolonialverwaltung bestehende Provinz Sonora, Ostimuri, y Sinaloa wurde 1823 in die Bundesstaaten Sonora und Sinaloa geteilt, Hauptstadt war Ures. Bereits 1824 wieder als Estado de Occidente vereint, wurden die beiden Gebiete  1831 wieder geteilt. Hauptstadt Sonoras wurde Hermosillo, 1832  Arizpe. Nach dem verlorenen Krieg gegen die USA (1846–1848) und dem anschließenden Verkauf des angrenzenden Gadsden-Gebietes (1853) wurde das dünnbesiedelte Sonora speziell, aber auch Mexiko allgemein zum Experimentierfeld des Panlatinismus. Um die „Lateinische Rasse“ gegen das Vordringen der Nordamerikaner zu stärken, errichteten französische Siedler 1853/54 in Nordmexiko eine unabhängige Siedlerrepublik, ihr Führer Gaston de Raousset-Boulbon wurde allerdings 1854 bei Guaymas von den Mexikanern besiegt. In den Jahren 1854 (William Walker) und 1857 scheiterten ähnliche, von Kalifornien bzw. Niederkalifornien aus betriebene US-Gegenprojekte. 1879 wurde Hermosillo erneut Hauptstadt des Bundesstaates.

## Städte und Gemeinden
Sonora gliedert sich administrativ in 72 Municipios. Die größten Städte des Bundesstaats sind:
| Stadt                 | Einwohner 2010 |
| --------------------- | -------------- |
| Hermosillo            | 715.061        |
| Ciudad Obregón        | 298.625        |
| Nogales               | 212.533        |
| San Luis Río Colorado | 158.089        |
| Navojoa               | 113.836        |
| Guaymas               | 113.082        |
| Agua Prieta           | 77.254         |
| Caborca               | 59.922         |
| Puerto Peñasco        | 56.756         |